# Tân Lạc Thần
Tân Lạc Thần (tiếng Trung: 新洛神; bính âm: Xīn Luò Shén) là bộ phim dã sử nhạc kịch truyền hình Trung Quốc sản xuất vào cuối năm 2012, hoàn tất đầu năm 2013, và trình chiếu lần đầu tiên vào tháng 7/2013. Bộ phim có sự góp mặt của Lý Y Hiểu, Dương Dương, Trương Địch.
Tân Lạc Thần lên sóng tại Việt Nam lần đầu trên kênh VTV3 với tên Tân Lạc Thần Truyền kỳ từ ngày 17/2/2014 vào khung giờ 12 giờ trưa.

## Lịch sử
Câu chuyện Lạc Thần đã từng được TVB chuyển thể sản xuất vào năm 2002 với sự góp mặt của Thái Thiếu Phân, Quách Thiện Ni, Trần Hào.
Năm 2013, biên kịch Giản Viễn Tín làm mới nội dung và bối cảnh cho câu chuyện và lấy tên Tân Lạc Thần.

## Cốt truyện
Câu chuyện nói về mối tình tay ba giữa Chân Phục và hai người con trai của Tào Tháo là Tào Phi và Tào Thực.
Lạc Thần là thần sông Lạc Thủy, con sông phía sau thành Lạc Dương. Lạc Thần là vợ của thần Hà Bá. Nàng không những nổi tiếng vì nhan sắc tuyệt trần mà còn vì điệu múa say đắm lòng người. Hà Bá là em trai của Hậu Nghệ, tuy đã có vợ, nhưng lại đem lòng yêu chị dâu là Hằng Nga. Vào những đêm trăng sáng, thần Hà Bá thường ngồi ngắm nhìn cung Quảng Hàn và nhớ về Hằng Nga. Cũng giống như chồng mình, Lạc Thần lại đem lòng yêu anh chồng là Hậu Nghệ. Không may, mọi chuyện bị phát hiện, nàng bị đày xuống trần gian để chịu kiếp nạn tình duyên của người phàm trần. Lạc Thần chuyển kiếp thành Chân Phục có sắc đẹp nghiêng nước, nghiêng thành, báo hiệu cuộc đời với bao đau khổ.
Tào Thực là chuyển sinh của Hậu Nghệ. Tào Thực và Chân Phục gặp nhau ở Nghiệp Thành, cả hai bị đối phương thu hút và nhanh chóng phải lòng nhau. Tào Thực vốn không màng địa vị, danh lợi, lại thêm tình yêu với Chân Phục, chàng chỉ muốn được sống bình dị cuộc đời bình thản với mỹ nhân. Nhưng vòng xoáy cuộc đời kéo mối tình đẹp giữa Tào Thực và Chân Phục vào trong khi Tào Phi ngang tàng, hung ác có tình cảm với Chân Phục và muốn chia rẽ đôi uyên ương.

## Diễn viên

### Diễn viên chính
- Lý Y Hiểu vai Chân Phục
- Dương Dương vai Tào Thực
- Trương Địch vai Tào Phi
- Khương Hồng vai Quách Tiếu

### Diễn viên phụ
| - Lý Tiến Vinh vai Tào Tháo - Hướng Vân Long vai Tào Chương - Thẩm Thiên vai Tào Thanh - Hoàng Bằng vai Tào Hưu - Tôn Hạo Thần vai Tào Chân - Thái Nhã Đồng vai Tử Yên - Quý Tiểu Băng vai Dương Tu - Đinh Hối Vũ vai Vô Ngôn | - Dương Á vai Thôi Lệ - Hoa Kiều vai Tôn Vân - Chu Đan Lị vai Thái Bình - Trần Di Chân vai Biện Anh - Hạ Cưỡng vai Trần Lâm - Lý Hòe Long vai Hoa Hâm - Trịnh Bằng Phi vai Viên Thượng - Lâu Kỳ vai Viên Hy - Lý Nghi Nho vai Viên Băng - Trịnh Diệc Đồng vai Phục Thọ |